# Platja de Can Camins
La platja de Can Camins, també anomenada platja del Prat, o platja equipada, és una platja semiurbana, situada enfront del passeig marítim del municipi del Prat de Llobregat (Baix Llobregat), al delta del Llobregat, davant de la Pineda de Can Camins i l'Aeroport Josep Tarradellas Barcelona-el Prat, entre la platja Naturista, a llevant, i la platja de la Roberta, a ponent. Té una longitud de 1.185 metres i una amplada de 65 metres, formada per sorra mitjana i fina. L'entrada a l'aigua té un pendent molt pronunciat.
A pocs metres es troben les instal·lacions del CRAM, la Fundació per a la Conservació i Recuperació d'Animals Marins, i el Centre Municipal de Vela del Prat.
L'Agència Catalana de l'Aigua efectua un control setmanal de la qualitat de l'aigua, durant la temporada de bany, amb el resultat d'excel·lent.
Els gossos hi poden accedir a l'estiu a la nit, entre les 20 h i les 8h. La resta de l'any sense restriccions.